# Röka brass
Röka brass, med undertiteln Om narkotika – vanor och verkningar, utgavs år 1981 av Utbildningsradion som en del i serien Zoom. Det är en faktabok som berör om droger, främst cannabis i form av marijuana och hasch. Boken tar även upp droger i ett historiskt perspektiv.